# マット・ルイス (ウィルチェアーラグビー選手)
マット・ルイス（Matt Lewis、1987年1月8日 – ）は、オーストラリアの車いすラグビー選手。2016年夏季パラリンピックにてオーストラリア代表に選出された。

## 人物
1987年1月8日に誕生。2011年、24歳の時、彼は自宅でガスボンベを使用している際に爆発を起こし、負傷した。
誤操作による爆発で彼は1か月以上も昏睡状態となった。彼は指の大部分を失い、両足を膝上で切断することを余儀なくされた。加えて聴覚にも損傷を負い、全身に多くの傷が残った。2016年、彼は電気実習を修了。彼はリスクテイクの危険性について若者に教育するプログラムを支援している。

## ウィルチェアーラグビー
ルイスはヴィクトリアの指導者ブライス・アルマンの紹介を受けて、車いすラグビーを始めた。2013–2014シーズン、彼はアメリカのナショナルリーグに参加し、シエラ・ストームで5か月間プレーした。彼はこのシーズン、リーグ最優秀選手に選出された。2014年、彼は車いすラグビーオーストラリア代表に選出された。2016年、彼はウィルチェアーラグビーナショナルシリーズで最優秀選手に選出された。